# ロッキード ベガ
Vega
- 用途：交通
- 設計者：John Knudsen Northrop and Gerald Vultee
- 製造者：Lockheed Aircraft Limited
- 初飛行：July 4, 1927
- 生産数：132
- 運用状況：退役済

ロッキード ベガ（Lockheed Vega）は1927年に初飛行したロッキードの民間用飛行機である。ウィリー・ポストによる世界一周飛行に用いられた。有名な女性飛行士アメリア・イアハートの乗った機体にもなった。
後に、自分の航空会社を設立する2人の設計者ジョン・ノースロップとジェラルド・バルティの設計による木製モノコック構造の高翼単葉の固定脚機である。旅客機として設計されたが、座席数は5～6席と少なく、記録飛行に用いられた機体として、広く名を残している。
ウィリー・ポストは航空士ガッティとベガを使い飛行距離24945kmを8日と16時間ほどで、初期の早周り世界一周の記録を作った。1933年には単独で世界一周飛行を行い7日と19時間弱で飛行した。
1932年アメリア・イアハートはベガで女性初の大西洋単独横断飛行に成功した。